# Доктор Хто
«Доктор Хто» (англ. Doctor Who) — британський науково-фантастичний телесеріал компанії BBC, що з перервами триває від 1963 року. Серіал оповідає про пригоди мандрівника в часі, відомого як Доктор, та його супутників. Разом вони досліджують час і простір, попутно розв'язуючи різні проблеми й відновлюючи порушену справедливість.
«Доктор Хто» — найтриваліший науково-фантастичний серіал усіх часів і важлива частина британської попкультури. Він здобув визнання за образність історій, творчі низькобюджетні спецефекти та новаторське використання електронної музики (створеної BBC Radiophonic Workshop). Елементи серіалу відомі й впізнавані навіть не його прихильниками. У Великій Британії й не тільки «Доктор Хто» став культовим фаворитом телебачення і вплинув на покоління британських телевізійних сценаристів, більшість яких були його давніми глядачами. Критики і публіка визнали його як одну з найкращих британських телепрограм і йому дали премію BAFTA за найкращий серіал 2006 року. На честь 50-річного ювілею серіалу, Королівська пошта Великої Британії випустила 2013 року серію поштових марок, присвячених «Доктору Хто».
Початково серіал транслювали з 1963 по 1989 рік, але закрили через падіння рейтингів. У 1996 році вийшов телевізійний британо-американський повнометражний фільм «Доктор Хто». 2005 року його було успішно відновлено як телесеріал, при цьому нумерація сезонів почалася спочатку, а старі сезони отримали назву «класичних». За всесвітом Доктора Хто є чотири серіали-відгалуження — «Торчвуд», «Пригоди Сари Джейн», «К-9» та «Клас» і єдиний пілотний епізод 1981 року «К-9 і компанія». Також за серіалом є багато супутньої продукції: книги, комікси, відеоігри, сувеніри.
Головного героя в серіалі грали різні актори, що обґрунтовано тим, що Доктор змінює свої зовнішність та характер. Більшість втілень цього персонажа чоловічої статі. Від 25 грудня 2023 року П'ятнадцятого Доктора грає Шуті Ґатва (перший темношкірий актор, перший актор африканського походження та перший відкритий квір-актор на цій ролі), перша його поява відбулася у останньому зі спецвипусків до 60-річчя шоу «Гигикання».

## Історія

Вільям Гартнелл в образі Першого Доктора Хто

### Класичний «Доктор Хто»
В 1960-ті роки британська компанія BBC почала виробництво художніх телесеріалів. У 1962-му стало треба заповнити суботній вечірній ефір сімейним телесеріалом. Вибрали створити пізнавальний серіал, який розповідав би про світову історію. Директор відділу драми Сідні Н'юмен наполіг, щоб новий проєкт мав науково-фантастичний ухил. Серед пропозицій були телепатія, НЛО й подорожі в часі. Н'юмен зупинився на останній та розробив загальний образ головного персонажа — мандрівника у часі, та придумав його ім'я — Доктор Хто. Сценаристом став Террі Нейшн, BBC Radiophonic Workshop робили музику і звукові ефекти. Роль Доктора Хто зіграв уже відомий тоді актор Вільям Гартнелл, котрий розпочав свою кар'єру в кіно й на телебаченні ще в 1930-х роках.
Серіал стартував 23 листопада 1963 року, першим епізодом став «Неземне дитя» («An Unearthly Child»). «Доктор Хто» виходив з нетривалими перервами раз на тиждень (ввечері щосуботи) чорно-білим. В другому сезоні актриса Керол Енн Форд, яка грала внучку Доктора, покинула серіал. Щоб продовжити сюжет, ввели концепцію супутників Доктора, які періодично змінюються. У 1966 році (4-й сезон) Вільям Гартнелл не зміг далі грати свою роль через здоров'я. Сідні Н'юмен знайшов вихід, вигадавши здатність Доктора до регенерації, через яку змінюється його вигляд і характер. Новим актором став Патрік Траутон.
У 1969 році з новою зміною актора головної ролі серіал став кольоровим. У 1970-ті він став такий популярний, що за «Доктором Хто» стали випускати супутню продукцію. Зокрема видавництво Target Books з 1973-го стало видавати новелізації.
Творці серіалу початково не хотіли робити його тривалим. Угоди з акторськими профспілками обмежували кількість виходів програми в ефір, а відзняті кіноплівки BBC не могла масово зберігати. Через це плівки за 1967—1978 роки здебільшого знищили, щоб було місце зберігати нові. Отже якісь епізоди оригінального «Доктора Хто» втратили. Деякі пізніше знайшли у фанатів, котрі записували трансляції, чи відтворили за аудіодоріжками та окремими кадрами. Загалом зовсім втраченими вважають 27 епізодів.
З початком 19-го сезону (1982 рік) змінився графік показів. Відтепер серіал виходив двічі на тиждень в будні. З 21-го сезону (1984) тривалість епізодів збільшили з 25 хвилин до 45. Наступний сезон позначився різким падінням рейтингів і BBC закрила «Доктора Хто». Серед основних причин називали брак нових ідей. На прохання фанатів його стали робити далі після 18-місячної перерви, але у форматі 25 хвилин на епізод. «Доктор Хто» має щось з першим задокументованим випадком зламу телевізійного ефіру, що стався 22 листопада 1987 року. Коли транслювали «Доктора Хто» в Чикаго, на екрані з'явився невідомий у масці Макса Гедрума.
«Доктор Хто» пробув на телебаченні 26 років і його закрили в 1989 році через низькі рейтинги. Останнім став 4-й епізод 26-го сезону і 155-й в серіалі загалом. Там містився прощальний монолог Сьомого Доктора, після якого серіал призупинили. Щодо офіційного й остаточного закриття BBC не говорили.

### Перерва в показі
Попри припинення трансляцій серіалу, пригоди Доктора і його супутників висвітлювало до 1994 року видавництво Target Books в новелізаціях. У 1989 році вийшов документальний фільм про «Доктора Хто» з назвою «Понад 30 років в ТАРДІС». Видавництво Virgin в 1990-ті стало робити далі сюжет серіалу, викладаючи його в книгах. BBC хотіло зробити новий телевізійний епізод, однак задум так і не було реалізовано.
У 1996 році для американського телеканалу Fox Network було знято повнометражний фільм «Доктор Хто» з Восьмим Доктором. Але через невисоку популярність серіалу в США фільм виявився провальним. Доктор з'являвся далі в радіоп'єсах від Big Finish Productions і нових книгах Virgin.

### Новий «Доктор Хто»

Джоді Віттакер в ролі Тринадцятого Доктора

#### 2000-ні
З часом ідея повернути «Доктора Хто» на телеекрани ставала все популярнішою. У 2003 році виповнювалося 40 років від початку серіалу і з цієї нагоди було створено анімаційний серіал «Крик Шалка» з похмурим і цинічним Дев'ятим Доктором. Після цього BBC заявила, що відновить показ телесеріалу «Доктор Хто», але з новою нумерацією та ігноруючи Дев'ятого Доктора з анімаційного епізоду. Через це багато фанатів подумали, що серіал стане не продовженням, а перезапуском.
На роль Доктора було обрано Крістофера Еклстона, сценаристом став Рассел Т. Девіс, який до того працював над книгами за «Доктором Хто». У 2005 році оновлений «Доктор Хто» повернувся на телебачення. Відновлення показів, які виявилися продовженням, хоч початково і без згадок про попередні події, принесло велику популярність серіалу. У березні 2006 року епізоди «нового Доктора» стали транслювати і в США на телеканалі SciFi. Концепцію регенерацій зробили і там, Еклстона згодом замінив Десятий Доктор, якого зіграв Девід Теннант. У 2—4-му сезонах новий серіал пов'язали з «класичним», зокрема поверненням деяких персонажів і ворогів Доктора Хто. З 2005 року почалася традиція випускати спеціальні різдвяні епізоди.
У 2009 році сценаристом «Доктора Хто» став Стівен Моффат. Серіал отримав паузу, а на роль нового, Одинадцятого Доктора було затверджено Метта Сміта, а його персонаж тепер став молодим і ексцентричним. Зі спеціального випуску 11 травня 2009 року серіал стали показувати в HD-якості. Паралельно виходили книги про Доктора Хто від BBC Books.

#### 2010-і
В фіналі 7-го сезону з'явився новий і невідомий досі Доктор, зіграний Джоном Гертом. В мініепізоді 14 листопада 2013 року розказали, що це так званий Доктор-Воїн, який поза нумерацією втілень Доктора Хто і пов'язує «класичний серіал» з «новим». 23 листопада 2013 вийшов спеціальний епізод «День Доктора», де зустрілися всі втілення Доктора від Першого до майбутнього Дванадцятого. Одинадцятий, за оголошеними раніше причинами регенерації, мав стати останнім. Проте, хоч в епізоді «Час Доктора» 25 грудня 2013 року закінчили головні сюжетні арки попередніх сезонів, сам Доктор отримав новий цикл регенерацій, які дають йому ще 13 можливих втілень.
Дванадцятого Доктора грав Пітер Капальді, 8-й сезон з їм стартував 25 серпня 2014 року. На роль претендували також Бен Деніелз, Рорі Кіннер та Бен Вішоуа.19 вересня 2015 року почався 9-й сезон. Дванадцятий Доктор повернув риси своїх класичних втілень, постаючи в образі розумного строгого чоловіка середнього віку, що наслідує Першого Доктора. Йому, втім, були звичайні сумніви в собі та вагання чи зможе Доктор і надалі лишатися вірним своїм моральним принципам. За Дванадцятого Доктора повернувся його традиційний ворог Майстер в жіночій іпостасі, що стало підставою для припущень, що і сам Доктор в наступних сезонах стане жінкою. Персонаж Капальді зазнав критики за нестійкість образу, дедалі більший відхід від наукового підґрунтя та логічні прогалини в сюжетах сезонів. Однак, в листопаді 2015 року Стівен Моффат повідомив, що «Доктор хто» триватиме ще щонайменше 5 років, до 2020-го. 23 січня 2016 року BBC оголосило що Стівен Моффат покине серіал «Доктор Хто» після виходу 10 сезону, який стартував 15 квітня 2017 року. Посаду шоуранера дали Крісу Чібнеллу — автору детективного серіалу «Бродчорч».
Наступний Тринадцятий доктор вперше мав стати жіночої статі. Про це повідомили 16 липня 2017 року. На роль актриси було обрано Джоді Віттакер. Зміну статі протагоніста, одне слово, глядачі й критики сприйняли добре, втім, відзначували, що Доктор Віттакер не має таких рис, що підкреслюють його чужинність, а Доктор у виконанні Капальді має.

#### 2020-і
31 жовтня 2021 року розпочався 13-й сезон під назвою «Флюкс», усі епізоди якого вперше в новому серіалі складали повну історію. Через пандемію COVID-19 кількість епізодів було зменшено з початкових 11 до 6, з трьома додатковими спеціальними в 2022 році. Кріс Чібнелл покинув посаду режисера після спеціальних випусків 2022 року. Тоді ж Джоді Віттакер перестала грати Доктора.
З нагоди 60-ї річниці серіалу анонсували повернення Девіда Теннанта до головної ролі в серіалі. Він став Чотирнадцятим Доктором з зовнішністю Десятого, проте іншим характером. Невдовзі він розділився на двох персонажів: Чотирнадцятий Доктор лишився на Землі з новою родиною, а П'ятнадцятий, якого грав Шуті Ґатви, став мандрувати далі.

## Персонажі

П'ятнадцять головних втілень Доктора

### Доктор
Головним героєм серіалу є мандрівник в часі, котрий називає себе просто Доктором, тримаючи справжнє ім'я в таємниці. Це породжує закономірне питання «Доктор хто?» (англ. «Doctor who?»), звідки й назва. Образ Доктора було засновано на образі професора Челленджера з творів Артура Конан Дойла. Доктор, попри людський вигляд, — іншопланетянин, один із Володарів Часу. Він ексцентричний та винахідливий, бореться з несправедливістю, подорожуючи в часі та просторі у своїй старій машині часу, званій TARDIS, яку колись викрав з музею. TARDIS значно більша зсередини, ніж іззовні, замаскована під британську поліцейську будку 1960-х (через поломку не може маскуватися під щось інше). Назва — абревіатура від Time And Relative Dimension In Space.
Від втілення до втілення вигляд і характер Доктора змінюються. Відомо, що Володарі Часу мають 13 життів та регенерують, коли опиняються на межі смерті. Однак Доктор отримав від інших Володарів Часу новий запас регенерацій, після того як вичерпав перший.
Попри те, що Доктор Хто виступає проти насильства та звертається до сили в крайньому разі, він здатний на жорстокість. У «відродженому» серіалі Доктор довго вважав себе відповідальним за загибель решти Володарів Часу. Також у серіалі діяв злий персонаж, відомий як Валеярд, якого зіграв Майкл Джейстон. За вказівками з серіалу, Валеярд — альтер-его Доктора між Дванадцятим і Останнім втіленням. У п'ятому сезоні поновленого серіалу Тобі Джонс виконав роль Володаря снів, який також є втіленням злої частини Доктора.
8 травня 2022 року було оголошено, що Шуті Ґатва замінить Джоді Віттакер як чотирнадцятий Доктор, що зробить його першим темношкірим актором, хто очолив серіал. Проте у третьому спецвипуску 2022 року, епізоді «Сила Доктора» виявилось, що Чотирнадцяте втілення Доктора виконав Девід Теннант, який у 2005—2010 роках зіграв Десятого Доктора. Шуті Ґатва вперше з'явивися у ролі П'ятнадцятого Доктора у спецвипусках до 60-річчя шоу у 2023 році.
| Доктор               | Актор              | Період          |
| -------------------- | ------------------ | --------------- |
| Перший Доктор        | Вільям Гартнелл    | 1963—1966       |
| Другий Доктор        | Патрік Траутон     | 1966—1969       |
| Третій Доктор        | Джон Пертві        | 1970—1974       |
| Четвертий Доктор     | Том Бейкер         | 1974—1981       |
| П'ятий Доктор        | Пітер Девісон      | 1981—1984       |
| Шостий Доктор        | Колін Бейкер       | 1984—1986       |
| Сьомий Доктор        | Сильвестр МакКой   | 1987—1989, 1996 |
| Восьмий Доктор       | Пол Мак-Ґанн       | 1996            |
| Воїн                 | Джон Герт          | 2013            |
| Дев'ятий Доктор      | Крістофер Екклстон | 2005            |
| Десятий Доктор       | Девід Теннант      | 2005—2010       |
| Одинадцятий Доктор   | Метт Сміт          | 2010—2013       |
| Дванадцятий Доктор   | Пітер Капальді     | 2013—2017       |
| Тринадцятий Доктор   | Джоді Віттакер     | 2017—2022       |
| Чотирнадцятий Доктор | Девід Теннант      | з 2022          |
| П'ятнадцятий Доктор  | Шуті Ґатва         | з 2023          |

Упродовж існування серіалу неодноразово виникали суперечливі питання щодо особистості Доктора. Наприклад, в епізоді «Мозок Морбіуса» 13-го сезону оригіналу натякалося, що Перший Доктор зовсім не був першим втіленням Доктора; у період Сьомого Доктора лунали натяки на те, що Доктор — більше, ніж просто Володар Часу, й у фільмі 1996 року виявляється, що Доктор по суті є напівлюдиною по материному коліні. До епізодів 2005 року Дев'ятий Доктор став останнім відомим Володарем Часу, що вижив, хоча й цей факт пізніше спростували у зв'язку з поверненням його одвічного противника Майстра в кінці 3-го сезону оновленого серіалу. А в 9-му сезоні виявляється, що інші Володарі Часу теж усе ще живі, хоча й замкнені у кишеньковому всесвіті, а Доктору Хто належить визволити їх. В епізоді «Примарний монумент» 11 сезону першим відомими втіленням Доктора називається Позачасове дитя, що було підтверджено у серії «Позачасові діти», де Майстр розповідає правду про всю історію раси Володарів Часу. Доктор зовсім не Володар часу, а так звана «Позачасова дитина» — прибулець невідомого походження, знайдений мандрівницею-дослідницею, на ім'я Тектеюн, що походила з корінної раси Галліфрею — шобоганів. Тектеюн удочерила знайдену дівчинку, яка пізніше, через падіння з гори, змогла регенерувати в інше тіло. Саме від неї, завдяки Тектеюн, яка вирішила вивчити природу явища регенерації, але це коштувало кількох регенерацій дитини й всього життя Тектеюн, Володарі Часу отримали можливість до регенерації. Постарівши, Тектеюн вдалось вивести формулу регенерації та переродитися самій. Тектеюн поширила свої знання іншим шобоганам і вони почали називати себе Володарями Часу, а також обмежили кількість регенерацій до 12. Позачасова дитина та її названа мати (після регенерації батько) входили до таємної галліфрейської організації під назвою Відділ. Їхня діяльність і подальше життя дитини залишається невідомим, бо відповідні дані видалені з Матриці. На відміну від Володарів Часу, ця дівчинка має необмежену кількість регенерацій і цією дитиною була Доктор. Майстер розкриває Докторові, що пізніше Відділ перетворив його знову на дитину та вилучив спогади про минуле. Все, що залишилося у пам'яті Доктора — лиш уривки спогадів, замасковані під алегоричну історію про юного поліціянта Брендана.

### Супутники
Усі Доктори мали супутників — людей, які мандрували з ним у часі й просторі. Але не для всіх них ці пригоди завершувалися щасливо, декотрі гинули.
Першими супутниками Доктора були його онука Сьюзен Форман, а також її вчителі — Ієн Честертон і Барбара Райт. Єдиний епізод, у якому Доктор мандрував наодинці — Безжальний убивця.
Іноді супутники, які подорожували з Доктором раніше, поверталися до серіалу. Так, супутниця Третього і Четвертого Докторів Сара Джейн Сміт знову з'явилася у час Десятого Доктора. Цей персонаж став таким популярним, що було створено серіал-відгалуження, який називається «Пригоди Сари-Джейн».
Крім того, є персонаж, який періодично з'являвся у серіалі у період з Третього до Сьомого Докторів, але не вважається супутником — бригадир земної організації UNIT Алістер Гордон Летбрідж-Стюарт.

### Вороги
Коли у Сідні Ньюмана виникла ідея серіалу, він не хотів, щоб використовувалося поширене в 1960-ті кліше «великооких монстрів». Усі інопланетяни в серіалі — оригінальні, вони подобаються мільйонам прихильників серіалу. Упродовж 26 років класичних серій було показано багато антагоністів, серед них такі, як автони, кіберлюди, сонтаранці, морські дияволи, силуріанці, Даврос (творець Далеків) і Майстер.
Рассел Т. Девіс (виконавчий продюсер серіалу протягом 2005—2009 років) також використовував ці класичні образи. Так, у першому сезоні з'являлися Автони і Далеки, у другому — Кіберлюди, у третьому — Макра і Майстер, у четвертому — Сонтаранці та Даврос, у п'ятому — Силуріанці. Але, крім них, було вигадано чимало нових рас: слівіни, уди, джудуни, Плакучі янголи тощо.

#### Далеки

Далек — один із найвідоміших ворогів Доктора

З усіх ворогів, які траплялися на шляху Доктора, найбільше уявою та увагою глядачів заволоділи далеки. Вони з'явилися 1963 року, ставши першими інопланетними чудовиськами, показаними у серіалі. Далеків вигадав творець серіалу Террі Нейшн. Їх було задумано як алегорію на нацистів. Далеки стали однією з причин швидкого зростання популярності серіалу. 1999 року було випущено поштову марку із зображенням далека.
Далеки — це мутанти, що походять з планети Скаро. Їхні тіла сховані у металевому герметичному корпусі, обладнаному зброєю, засобами пересування і системами життєзабезпечення. Головна мета далеків — цілковите винищення усього, що не схоже на них. Вони не мають емоцій і при зустрічі з іншими істотами зазвичай лише вимовляють: «Винищити!» (англ. Exterminate!). Однак далеки не вбивають інших далеків, які мають відхилення від норми, натомість засилаючи їх на спеціальну планету. Для досягнення своєї мети вони навіть атакували Володарів Часу, що призвело до Війни часу, яку не показали на екранах. Далеків створив Даврос, який уперше з'явився в епізоді «Походження Далеків», а востаннє — в епізоді «Відьмин фамільяр».

#### Кіберлюди

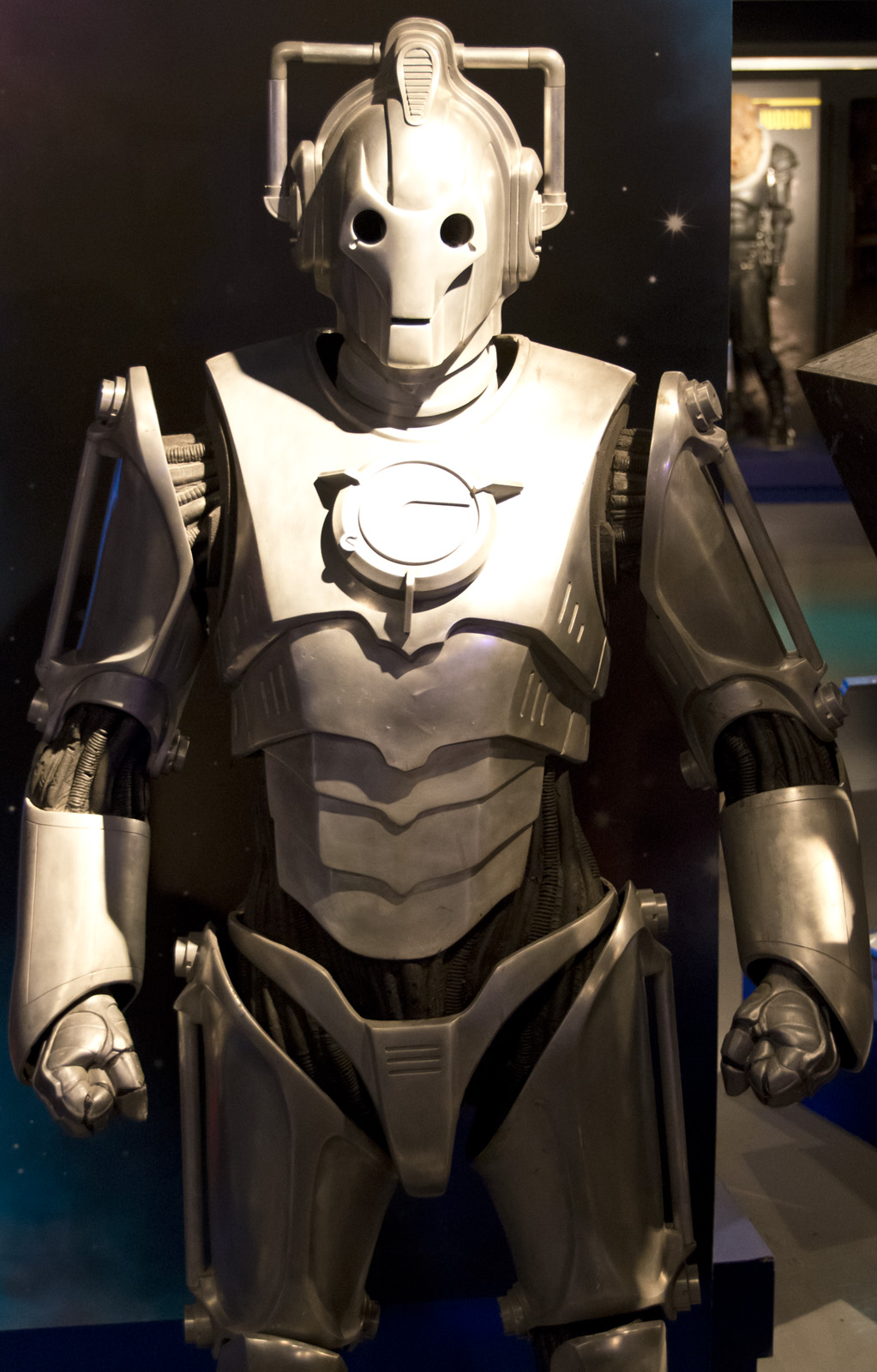
Кіберлюдина нового серіалу

Кіберлюди спочатку були живими істотами з планети-близнючки Землі Мондас. Проте вони почали нарощувати на свої тіла металеві елементи й згодом повністю перетворилися на роботів без почуттів та емоцій. Їм притаманна надзвичайно пряма логіка і необґрунтована жорстокість та агресія.
У поновленому серіалі Кіберлюди постають геть іншими. Їх створили на Землі у паралельному Всесвіті з людей. Мозок людини пересаджували у спеціальний металевий корпус, який містив блокатор емоцій. Обладунки нових кіберлюдей могли бути автономними і швидко пристосовуватися до зміни навколишніх умов, що робило їх знищення вкрай складним. Окремі частини обладунків могли діяти самостійно, наприклад, рука — самостійно повзати.

#### Майстер

Різні інкарнації Майстра у серіалі

Майстер (англ. Master) — постійний негативний персонаж серіалу. Він походить із раси Володарів Часу і є головним ворогом Доктора. Як і у випадку з Доктором, Майстра грало декілька акторів. Коли Майстер уперше з'явився в серіалі у січні 1971 року, його грав Роджер Дельгадо. Він виконував цю роль до своєї смерті 1973 року. Після цього Пітер Пратт і Джефрі Біверс грали фізично тліючого Майстра, аж доки роль 1981 року не перейняв Ентоні Ейнлі. У фільмі 1996 року Майстра зіграв Ерік Робертс. В епізоді «Утопія» поновленого серіалу цю роль виконав Дерек Джейкобі, але швидко регенерував. Нового Майстра зіграв Джон Сімм. Він з'являвся в останніх трьох епізодах третього сезону і двочастинному спеціальному різдвяному випуску — 2009 «Кінець часу», після якого його доля була невідомою. Лише у 8 сезоні стає відомо, що Майстер, після чергової регенерації, змінив стать на жіночу, ставши Міссі (скорочення від (англ. Mistress)). У 12 сезоні в епізоді «Спайфолл» Майстер повернувся регенерувавши, за кадром, в нове тіло і взявши собі нову особистість агента МІ-6 з позивним «О». Саме під виглядом «О» Майстер зустрів Тринадцятого Доктора, яка пізніше викрила його.
| Актор                      | З'являвся у період                             | Роки            |
| -------------------------- | ---------------------------------------------- | --------------- |
| Роджер Дельгадо            | Третього Доктора                               | 1971—1973       |
| Пітер Пратт, Джефрі Біверс | Четвертого Доктора                             | 1976, 1981      |
| Ентоні Ейнлі               | Четвертого, П'ятого, Шостого, Сьомого Докторів | 1981—1989       |
| Ерік Робертс               | Восьмого Доктора                               | 1996            |
| Дерек Джейкобі             | Десятого Доктора                               | 2007            |
| Джон Сімм                  | Десятого, Дванадцятого Докторів                | 2007—2010, 2017 |
| Мішель Гомес               | Дванадцятого Доктора                           | 2014—2017       |
| Саша Дхаван                | Тринадцятого Доктора                           | 2020            |

## Епізоди
З 23 листопада 1963 до 6 грудня 1989 року вийшло 26 сезонів серіалу, які називають «класичними». Протягом цих сезонів епізоди тривали 25 хвилин і були частиною більшої історії. Спершу сюжетні арки зазвичай складалися з 4—6 епізодів, а пізніше з 3—4. Виняток становить епічна сага «Генеральний план Далеків», що охоплює 12 епізодів і «Суд над Володарем Часу» — історія, котра розвивається впродовж усього двадцять третього сезону і складається з 14 епізодів.
2005 року, коли серіал було поновлено, формат епізодів змінився. Їхня тривалість збільшилася до 45 хвилин, і кожен епізод майже завжди тепер становить самостійну історію.
Наразі серіал складається із 826 епізодів, зокрема 25-хвилинних серій 1963—1989 років, 45-хвилинних серій двадцять другого сезону та чотирьох сезонів поновленого серіалу, повнометражного фільму «Доктор Хто», семи 60-хвилинних і двох 72-хвилинних спецвипусків.

### Логотипи

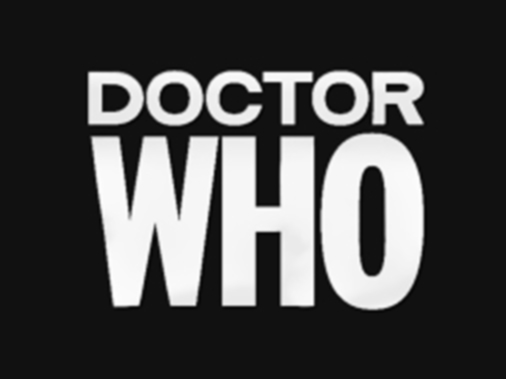
1963—1967
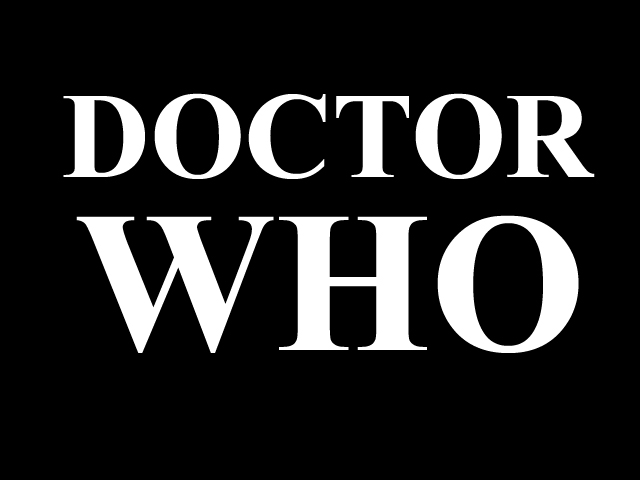
1967—1969

## Вплив і популярність

Країни, в яких транслювався чи транслюється «Доктор Хто»

За «Доктором Хто» існує велика кількість супутньої продукції. З 1964 року публікувалися комікси, у 1973 році видавництво Target Books отримало права на видання книг-новелізацій епізодів серіалу. Після закриття «класичного» серіалу пригоди Доктора продовжувалися в книгах (видавництва Virgin, BBC books, інші) та аудіовиставах (Big Finish Productions; ролі Доктора та супутників озвучені здебільшого тими ж акторами, які виконували ці ролі на телебаченні). Серіал отримав кілька телевізійних відгалужень: «К-9 і компанія» (1981), «Торчвуд» (2006) і «Пригоди Сари Джейн» (2007). Також були книжкові та аудіо відгалуження («Пригоди Берніс Саммерфілд» тощо).
«Доктор Хто» двічі потрапив до Книги рекордів Гіннеса як найдовший і як найуспішніший науково-фантастичний проєкт. У 2012 році актор Метт Сміт, що грав Одинадцятого Доктора, приймав естафету олімпійського вогню. В одному з епізодів серіалу його персонажу також випала така ж нагода.

### Серіал в Україні
Влітку 2008 року показом серіалу займався канал ICTV. Було продемонстровано повні два сезони з повторним показом взимку 2008/2009. «Класичний» серіал в Україні не транслювався.
З 22 лютого до 23 травня 2010 року серіал виходив на каналі QTV, де були показані усі чотири сезони, окрім різдвяного спецепізоду «Мандрівка проклятих».
В усіх випадках перші два сезони, а також четвертий вийшли під назвою «Доктор Ху». Третій сезон на QTV вийшов під назвою «Доктор Хто».
З 20 травня до 20 червня 2019 року на телеканалі «К1» відбувся показ з 5 по 7 сезон серіалу (з Меттом Смітом у ролі Одинадцятого Доктора), але без спецвипусків «День Доктора» та «Час Доктора», під назвою «Доктор Хто».
З 23 липня до 23 серпня 2019 року на «К1» була трансляція серіалу з Десятим Доктором у виконанні Девіда Теннанта. Показано було з 2 по 4 сезони з усіма різдвяними спецвипусками. Оминув телеканал лише спецепізоди «Планета мертвих», «Води Марса» та «Кінець часу».
26 серпня 2019 року в ефір телеканалу «К1» вийшли спецвипуски: «День Доктора» та «Час Доктора». Починаючи з 27 серпня і продовжуючи у вересні канал «К-1» транслював 8, 9 і частково 10 сезон з Дванадцятим Доктором у виконанні Пітера Капальді. Між 9 і 10 сезоном були показані спецвипуски «Чоловіки Рівер Сонг» і «Повернення Доктора Містеріо».
З 28 жовтня 2019 року телеканал «К1» розпочав трансляцію 11 сезону з Джоді Віттакер у ролі 13 Доктора.
23 червня 2020 року в ефір телеканалу «К1» вийшов повторний спецвипуск: «День Доктора». Починаючи з 24 червня канал «К-1» повторно транслював 8, 9 і частково (1-ша —3-тя серії) 10 сезон з Дванадцятим Доктором у виконанні Пітера Капальді. Між 9 і 10 сезоном були показані спецвипуски «Чоловіки Рівер Сонг» і «Повернення Доктора Містеріо».
З 07 липня 2020 року телеканал «К1» розпочав повторний показ 11 сезону з Джоді Віттакер у ролі 13 Доктора. 11 липня 2020 було показано прем'єрний спецвипуск «Рішення».
З 08 липня 2020 року на «К1» була повторна трансляція серіалу з Десятим Доктором у виконанні Девіда Теннанта. Показано булу з 2 по 4 сезони з усіма різдвяними спецвипусками. Оминув телеканал лише спецепізоди «Планета мертвих», «Води Марса» та «Кінець часу».

## Пов'язані твори
У 1906 році вийшов науково-фантастичний роман «Доктор Омега» французького письменника Арну Галопена. В ньому фігурує винахідник Доктор Омега, що володіє апаратом для подорожей у часі й просторі та потрапляє з двома супутниками на Марс. На ілюстраціях до книги він нагадує Першого Доктора в виконанні Вільяма Гартнелла. Попри подібності, творці «Доктора Хто» ніколи не згадували цей роман як джерело натхнення. Ймовірно, збіги є просто випадковостями.
Серіал «Доктор Хто» багато разів пародіювався. Серед відомих пародій епізоди шоу «It's a Square World» («Доктор Фотерінґовн», грудень 1963), «The Lenny Henry Show» (1985), спеціальний епізод «Доктор Хто і Прокляття неминучої смерті» (1999), епізод шоу «The Weakest Link» (2003), «The Catherine Tate Show» (2007), «Лікарі» (2008), епізод «Dorkly» від CollegeHumor (кросовер з грою Chrono Trigger, 2011), «Мої маленькі поні: Дружба це диво» (Доктор Хтопито в епізоді «Зріз життя», 2015), різні епізоди «Закону Майла Мерфі» (2016—2019). Трихвилинний «Японський Доктор Хто» (2014) пародіює одночасно оригінальний британський серіал і японські фантастичні серіали тієї епохи.
Японський видавець Хаякава Бунко в 1980-і роки опублікував п'ять перекладів японською мовою романів видавництва Target. Японські видання цих романів відомі тим, що персонажі з обкладинок та ілюстрацій, виконаних Мічіакі Сато, попри художню майстерність, дуже віддалено нагадують персонажів з серіалу.

## Офіційні сайти
- Доктор Хто  на сайті «BBC Online»(англ.)
- Doctor Who (англ.) на сайті BBC America
- Doctor Who (англ.) на сайті CBC
- [Архівовано 28 липня 2014 у Wayback Machine.] Класичний серіал на Internet Movie Database
- [Архівовано 28 липня 2014 у Wayback Machine.] Доктор Хто (фільм) (1996) на Internet Movie Database
- [Архівовано 28 липня 2014 у Wayback Machine.] Новий серіал (2005) на Internet Movie Database